# Mausoleu de Mohamed Shah
El mausoleu de Mohamed Shah es troba al jardí dels Lodi, situat al sud del centre antic de Delhi (Nova Delhi, Índia).
Es tracta de la tomba del soldà Mohamed Shah (1435-1445), de la dinastia dels Sayyids. És un dels exemples de mausoleu de planta octogonal amb una galeria d'arcs envoltant-la, similar als mausoleus de Sikandar Lodi i d'Isa Khan, de construcció posterior.
Exteriorment presenta una façana de vuit costats, amb tres arcs cada un d'aquests. Una gran cúpula envoltada de chattri (templets circulars, amb cúpula suportada per columnes). A l'interior, encara es poden veure les tombes de Mohamed Shah i altres personatges.

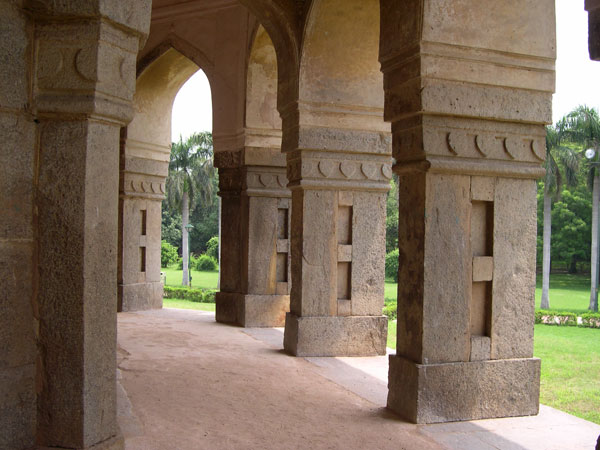
Mohamed Shah
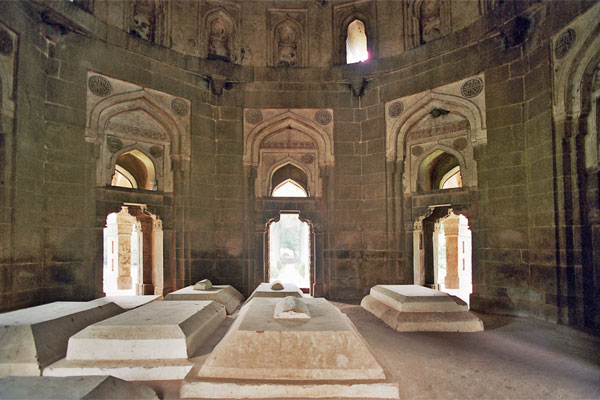
Mohamed Shah